# Nephoptera richteri
Nephoptera richteri är en insektsart som först beskrevs av Bei-bienko 1958.  Nephoptera richteri ingår i släktet Nephoptera och familjen vårtbitare. Inga underarter finns listade i Catalogue of Life.